# Каролингская империя
Каролингская империя (Империя Каролингов, лат. Imperium Carolingorum, фр. Empire carolingien; Империя Запада, лат. Imperium Occidentis, фр. Empire d’Occident; Франкская империя; Империя франков, лат. Imperium Francorum; Империя Карла Великого, лат. Imperium Caroli Magni) — европейское государство со столицей в Ахене, существовавшее в IX веке. В его состав входили территории современных Франции, Германии и Италии, а также ряда других государств Европы. Официально государство называлось «Империя Запада», однако в историографии его называют Франкская или Каролингская империя. Правители империи носили обычно титул «император Римлян» (лат. imperator Romanorum) или «император Римской империи» (лат. imperator Romanum gubernans imperium), позиционируя себя наследниками Западной Римской империи.
Империя возникла 25 декабря 800 года, когда король Франкского государства Карл Великий был коронован папой Львом III в Риме императорской короной. В 840—843 годах империя фактически распалась на 3 королевства — Западно-Франкское, Восточно-Франкское и Срединное, правитель которого сохранил императорский титул. Срединное королевство, в свою очередь, в 855 году распалось на 3 части — Италию, Лотарингию и Прованс. В 884 году Карлу III Толстому удалось на время восстановить единую Каролингскую империю, но объединение оказалось недолговечным, и уже в конце 887 года Карл был смещён, а империя окончательно распалась на несколько королевств. Хотя короли Италии несколько раз принимали императорский титул, но властью над всей территорией бывшей империи они не обладали. Последний император, Беренгар I, умер в 924 году.
Преемниками Каролингской империи считали себя императоры Священной Римской империи, основанной в 962 году германским королём Оттоном I Великим.

## История

### Империя в 800—840 годах
К 800 году правитель Франкского государства Карл Великий создал могущественное королевство, включавшее в себя территорию современных Франции, Германии, Италии, а также ряд других современных государств Европы. 25 декабря 800 года папа римский Лев III на праздничной мессе, проходившей в соборе Святого Петра в Риме, короновал Карла императорской короной как римского императора. В результате было объявлено о восстановлении Западной Римской империи, что отражалось в официальном титуле, который с этого времени носил Карл: император Римской империи. Таким образом, франкское королевство оказалось преобразовано в империю, которая по названию династии в историографии называют Каролингской.
Императоры Византийской империи (императоры Востока, фр. Empereur d'Orient), сами считавшие себя преемниками Римской империи, вначале отказались признать императорский титул за Карлом. Только в 812 году византийский император Михаил I Рангави формально признал новый титул императора в расчёте на поддержку Запада в борьбе с Болгарией, разгромившей византийское войско в 811 году. За признание своего императорского титула Карл уступил Византии Венецию и Далмацию. Однако признание этого титула оспаривалось Византией в XII и XIII веках.
Унаследовавший в 814 году империю Людовик I Благочестивый, сын Карла, желая закрепить наследственные права своих сыновей, издал в июле 817 году в Ахене Акт «О порядке в Империи» (лат. Ordinatio imperii). В нём старший сын Людовика, Лотарь I, объявлялся соправителем отца с титулом соимператора и получал в управление значительную часть Франкского королевства: Нейстрию, Австразию, Саксонию, Тюрингию, Алеманнию, Септиманию, Прованс и Италию. Другие сыновья Людовика также получили наделы: Пипин I — Аквитанию, Васконию и Испанскую марку, Людовик II — Баварию и Каринтию. Однако на грамотах имя Лотаря встречается рядом с отцовским только с 825 года. Коронован императорской короной Лотарь был 5 апреля 823 года папой Пасхалием I в соборе Святого Петра в Риме.
Позже Лотарь не раз восставал вместе с братьями против Людовика I. Поводом для этого послужил новый раздел империи, произведённый в 829 году, когда часть владений передавалась младшему сыну Людовика I — Карлу II Лысому. Восставшие несколько раз низлагали императора, но в 834 году армия Лотаря была разбита, а Людовик I был восстановлен на императорском престоле. Сам Лотарь был вынужден вымаливать прощение, а титул соимператора был у него отнят. Под властью Лотаря фактически осталась только Италия.

### Империя при наследниках Людовика Благочестивого
После смерти Людовика Благочестивого в 840 году Лотарь попытался получить всё отцовское наследство, что, однако, вызвало противодействие его братьев, Людовика II Немецкого и Карла II Лысого. В 841 году Лотарь был разбит в битве при Фонтене. В 843 году между братьями был заключен Верденский договор, в результате которого единая империя фактически прекратила существование, разделившись на 3 части.

#### Срединное королевство: Италия, Прованс и Лотарингия

Прюмский раздел королевства Лотаря I в 855 году

По Верденскому договору Лотарь получил в управление так называемое Срединное королевство, в которое кроме Италии вошли Прованс, бургундские земли между Роной и Альпами, земли по правому берегу Роны до Юзе, Вивье и Лиона, территория будущего Бургундского герцогства по обе стороны Юры до Аре с одной стороны и Соны — с другой, мозельская земля от саксонской границы до устья Шельды, и земля фризов между устьями Рейна и Везера. Кроме того, Лотарь сохранял титул императора, который, фактически, оказался привязан к титулу короля Италии.
Срединное королевство оказалось недолговечным. Уже после смерти Лотаря в 855 году по Прюмскому договору оно распалось на три королевства: Итальянское, Лотарингское и Прованское, доставшиеся трём сыновьям Лотаря — Людовику II, Лотарю II и Карлу.
Людовик II, коронованный ещё при жизни отца как король Италии и император, получил в своё распоряжение собственно Итальянское королевство, в которое входила Северная Италия: Ломбардия, Лигурия, Тоскана, Фриуль, Романия, Сполето и Папская область. Кроме того, после смерти младшего брата Карла в 863 году Людовик захватил большую часть Прованса. Всё своё правление он пытался подчинить себе Южную Италию, для чего ему пришлось бороться с арабами и Византией. В итоге к 871 году он присоединил к своему королевству её большую часть, однако все его завоевания оказались недолговечны, и уже в 872 году Южная Италия опять обрела независимость от короля.
Со смертью в 875 году Людовика II Итальянского угасла династия Каролингов в Италии. Папа Иоанн VIII провозгласил королём Италии и императором короля Западно-Франкского королевства Карла II Лысого, который немедленно отправился в Италию. По дороге он разбил Карломана, старшего сына Людовика Немецкого, посланного задержать его продвижение в Италию, и 17 декабря вступил в Рим. 25 декабря 875 года состоялось помазание Карла на императорский престол. Часть итальянских дворян присягнула ему на верность. Людовик Немецкий, которому по родовым счётам должен был бы достаться императорский титул, опустошил Лотарингию. Доверив управление Итальянским королевством Бозону Вьеннскому, получившему титул герцога, Карл, занятый борьбой с племянниками, вернулся во Францию.
Во время отсутствия Карла Италия испытала новое нашествие арабов, которые несколько раз подступали к стенам самого Рима. Папа Иоанн VIII настойчиво звал Карла на помощь. В июне 877 года император собрался, наконец, в поход против арабов. В Тортоне он встретился с папой. К концу лета Карл вступил в Павию вместе со скрывающимся от преследователей папой. Затем в течение нескольких дней ожидал подхода своих графов, но те так и не явились. Зато пришло известие, что немецкий король Карломан, племянник Карла, стоит неподалёку. Напуганный этой новостью, Карл отправился в обратный путь, так ничего и не сделав для папы. По дороге он заболел и умер.
Преемником стал Карломан, а после его смерти — Карл III Толстый, младший брат Карломана, который в 881 году короновался императорской короной.
Лотарингия после смерти в 869 году Лотаря II сначала в 870 году была разделена между королями Западно-Франкского и Восточно-Франкского королевства, а в 879 году полностью присоединена к Западно-Франкскому королевству.

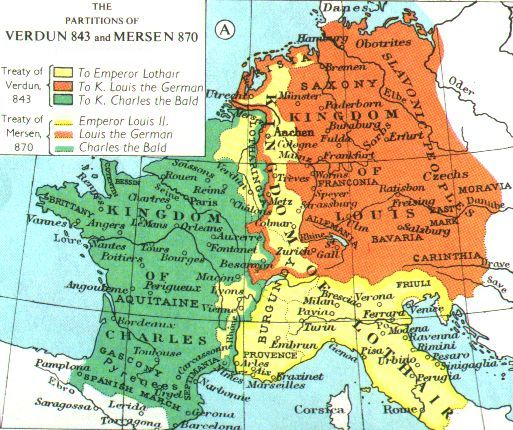
Раздел государства Лотаря II по Мерсенскому договору

В состав Лотарингского королевства вошли самые известные части каролингской империи. Здесь находился имперский город Ахен, церковные резиденции Кёльн и Трир, а также известные своими виноградниками районы по Рейну и Мозелю. Также в королевство входили Саар, Люксембург, Валлония, Нижний Рейн и юг Нидерландов в области Маастрихт, Эйндховен, Бреда. В 863 году, после смерти своего младшего брата Карла Прованского, Лотарь наследовал часть его земель — Лион, Вьенн, Гренобль и Юзес.
После смерти Лотаря в 869 году Лотарингия стала предметом раздоров между Западно-Франкским и Восточно-Франкским королевствами.

### Западно-Франкское королевство и Аквитания
По Верденскому договору 843 года земли к западу от Рейна — бывшую территорию Галлии — получил Карл II Лысый. Это королевство получило название Западно-Франкского и составило ядро будущей Франции. Кроме того, за ним было закреплено Аквитанское королевство, в котором после смерти Пипина I знать признала своим правителем его сына Пипина II. Пипин отказался признать Карла своим сюзереном и при поддержке маркиза Бернара Септиманского начал борьбу с Карлом. В 844 году Пипин, лишившись поддержки казнённого Карлом Бернара Септиманского, призвал на помощь нормандского ярла Оскара, сопроводив его от Гаронны до Тулузы, давая возможность разграбить её.
В 847 году ярл Оскар получил в управление Бордо, что вызвало недовольство аквитанцев. В итоге в 848 году аквитанцы не поддержали Пипина II, призвав на помощь Карла II. 6 июня Карл короновался в Орлеане как король Аквитании. Брат Пипина, Карл, также предъявил права на аквитанскую корону, но в 849 году был схвачен и пострижен в монахи. Пипин продолжал борьбу против Карла II до 852 года, когда он попал в плен к гасконскому правителю Саншу II Санше, передавшего пленника Карлу. За это Санш получил от Карла титул герцога Гаскони, а Пипин был заключен в монастыре Сен-Медар в Суассоне.
Вскоре аквитанцы опять восстали — на этот раз против Карла Лысого, обратившись за помощью к его брату Людовику Немецкому, который отправил в Аквитанию для управления королевством своего сына Людовика Младшего. Позже Пипин II смог сбежать. В 864 году он сплотил вокруг себя аквитанцев и выгнал Людовика. В ответ в 865 году Карл короновал королём Аквитании своего малолетнего сына Карла Младшего, опекуном над которым был назначен граф Пуатье Рамнульф I, получивший титул герцога Аквитании. В отличие от предыдущих королей, реальной власти Карл Дитя не имел. Аквитания находилась в подчинении короля Франции. В королевстве отсутствовала канцелярия, все назначения производил Карл Лысый. Реальное управление королевством находилось в руках совета, который возглавлял герцог Рамнульф I. Карл Дитя умер бездетным в 866 году. Новым королём стал другой сын Карла Лысого, Людовик Заика. Он также не имел реальной власти в королевстве, которым фактически управлял Бозон Вьеннский, герцог Прованса, любимец Карла.
Во время правления Карла Лысого усилился натиск норманнов. Только в 860-е годы, построив многочисленные укрепления на пути набегов норманнов, Карлу на какое-то время удалось вытеснить норманнов. Также Карл Лысый вёл долгую войну с бретонцами.
В 869 году умер король Лотарингии Лотарь II. 8 августа 870 года Карл Лысый и Людовик Немецкий договорились в Мерсене о разделе государства Лотаря II. В результате раздела королевство было уничтожено, а граница между Францией и Германией прошла по бассейну Мозеля.
После смерти Людовика в 876 году Карл воспользовался этим, захватив области, уступленные им брату в 870 году. Но сын Людовика Немецкого, Людовик III Младший, выступил против Карла, разбив армию Карла в сражении около Андернаха (876 год). Последовавшая за этим в 877 году смерть Карла и смуты, возникшие во Франции после смерти его наследника Людовика II Заики (879 год), позволили Людовику Младшему в 880 году по Рибмонскому договору полностью присоединить Лотарингию к своим владениям.
После смерти Людовика Заики Франция была разделена на две части между его двумя старшими сыновьями. Аквитанию и Бургундию получил Карломан. Бургундская знать отказалась признать законность этого решения. В результате они выбрали королём Бозона Вьеннского. В состав его королевства, получившего название Нижнебургундского, вошла большая часть Бургундии и Прованс. После смерти брата шестнадцатилетний Карломан был признан единственным королём западных франков, а Аквитания окончательно вошла в состав Франции.
Карломан погиб от несчастного случая на охоте в 884 году. Его младшему брату Карлу в то время было всего 5 лет, из-за чего королём Франции был избран император Карл III Толстый, объединивший в своих руках все владения Каролингской империи.

#### Восточно-Франкское королевство
По Верденскому договору 843 года земли к востоку от Рейна и северу от Альп получил Людовик II Немецкий. Оно фактически состояло из пяти крупных племенных герцогств — Саксонии, Баварии, Франконии, Швабии и Тюрингии, представляющих собой относительно однородные в племенном составе полунезависимые княжества. Людовик достаточно успешно воевал на восточной границе государства, подчинив ободритов и установив сюзеренитет над Великой Моравией, однако его попытки восстановить единство империи Карла Великого не увенчались успехом. Война с Западно-Франкским королевством за Лотарингию завершилось подписанием Мерсенского договора 870 года, в соответствии с которым к Восточно-Франкскому королевству отошла восточная часть Лотарингии. В конце правления Людовика II король, следуя старинной традиции Каролингов и уступая вооружённым требованиям своих сыновей, разделил монархию на три части, передав Баварию старшему сыну Карломану, Саксонию — среднему Людовику III, а Швабию с Лотарингией — младшему Карлу III Толстому.
По соглашению в Рибмоне (880 год) была установлена граница между королевствами западных и восточных франков, просуществовавшая до XIV века. Более серьёзной для государства стала угроза вторжений норманнов: с середины IX века норвежские и датские флотилии регулярно разоряли северонемецкие земли, практически не встречая сопротивления центральной власти. Несмотря на отдельные успехи Людовика III и Карла III, в целом, из-за экономической слабости государства и сложностями с мобилизацией военных сил, организовать решительного отпора викингам не удавалось.
После смерти Карломана и Людовика III единственным правителем королевства оказался Карл III Толстый.

### Временное восстановление единства империи
В 884 году единая Каролингская империя оказалась на короткое время восстановлена Карлом III Толстым, сыном Людовика II Немецкого. Он в 879 году унаследовал Италию, в 881 году короновался императорской короной, а в 884 году стал и королём Франции. Но объединение оказалось недолговечным. Император оказался достаточно слабым правителем и не смог организовать отражение вторжения викингов, дошедших в 886 году до Парижа. Уже в конце 887 года Карл был смещён, а империя окончательно распалась.
В Итальянском и Западно-Франкском королевствах утвердились представители других династий, в Восточно-Франкском королевстве престол захватил Арнульф Каринтийский, незаконнорожденный сын Карломана. Кроме того, образовалось ещё независимые Нижне- и Верхнебургундское королевства, а также ряд других образований, правители которых были фактически независимыми.

### Наследники Каролингской империи
Хотя титул императора Запада продолжал существовать до 924 года (его носило несколько итальянских королей), но императорский трон фактически утратил свой статус. Наиболее могущественным из осколков Каролингской империи оказалось Восточно-Франкское королевство, за которым в первой половине X века закрепилось название королевства Германии. В 962 году король Германии Оттон I Великий, одержав победу над итальянской знатью, был помазан на царство и коронован имперской короной. Эта дата считается датой образования Священной Римской империи. Хотя сам Оттон Великий, очевидно, не намеревался основывать новую империю и рассматривал себя исключительно как преемника Карла Великого, фактически переход императорской короны к германским королям означал окончательное обособление Германии (Восточно-Франкского королевства) от Западно-Франкского (Франции) и формирование нового государственного образования на основе немецких и североитальянских территорий, претендовавшего на роль наследника Западной Римской империи. Императорам Священной Римской империи удалось также подчинить королевство Арелат, образовавшееся в первой половине X века при слиянии двух осколков Каролингской империи — Нижней и Верхней Бургундии.
Единственной территорией бывшей Каролингской империи, которую не смогли подчинить правители Германии, было Западно-Франкское королевство, за которым позже закрепилось название Франции.

## Правители Каролингской империи
Императоры запада в 800—887 годах
- 800—814: Карл I Великий (747—814), король франков с 768 года, император Запада с 800 года
- 814—840: Людовик I Благочестивый (778—840), король Аквитании с 781 года, император Запада с 814 года, сын предыдущего
  - 825—834: Лотарь I (795—855), король Баварии в 814—817 года, император Запада с 817 (соправитель отца в 825—834 годах, коронован в 823 году), король Италии с 817 года, король Срединного королевства с 843 года, сын предыдущего
- 840—884: Империя распалась на отдельные королевства, титул императора Запада сохранили короли Италии, однако они обладали реальной властью только над своим королевством. Титул императора в этот период носили:
  - 840—855: Лотарь I (795—855), король Баварии в 814—817 года, император Запада с 817 (соправитель отца в 825—834 годах, коронован в 823 году), король Италии с 817 года, король Срединного королевства с 843 года
  - 850—875: Людовик II (825—875), король Италии с 843 года, король Прованса с 863 года, император Запада с 850 года (соправитель отца до 855 года), сын предыдущего
  - 875—877: Карл II Лысый (823—877), король Западно-Франкского королевства с 840 года, король Алеманнии в 831—833 годах, король Аквитании в 839—843 и 848—854 годах, король Италии с 876 года, император Запада с 875 года, сын Людовика Благочестивого
  - 881—887: Карл III Толстый (839—888), король Восточно-Франкского королевства в 876—887 годах (до 882 года король Алеманнии и Реции), король Западно-Франкского королевства в 884—887 годах, король Италии 879—887 годах, король Лотарингии (Карл II) в 882—887 годах, император Запада в 881—887 годах, внук Людовика Благочестивого

Императоры запада после распада Каролингской империи
Гвидониды
- 891—894: Гвидо Сполетский (ум. 894), маркграф Камерино с 859 года, герцог Сполето с 882 года, король Италии с 889 года, император Запада с 891 года
- 892—898: Ламберт Сполетский (ок. 875/880 — 898), герцог Сполето с 894, король Италии с 891, император с 892, сын предыдущего

Каролинги
- 896—899: Арнульф Каринтийский (ок. 850—899), герцог Каринтии с 880, король Восточно-Франкского королевства с 887 года, король Лотарингии 887—895, король Италии с 896, император с 896, племянник Карла III Толстого

Бозониды
- 901—905: Людовик III Слепой (ок. 880—928), король Нижней Бургундии с 887, король Италии 900—905, император 901—905, внук (по матери) Людовика II

## Современные государства, территории которых входили в состав империи
| Полностью в составе империи | Частично в составе империи                                          |  |
| - Андорра - Австрия - Бельгия - Ватикан - Гернси - Джерси - Лихтенштейн - Люксембург - Монако - Нидерланды - Сан-Марино - Словения - Франция - Швейцария | - Венгрия - Германия - Испания - Италия - Сербия - Хорватия - Чехия |  |